# Фолсом Европа
Фолсом Европа је годишњи улични сајам супкултуре БДСМ и људи који имају фетиш на кожну одећу. Одржава се сваког септембра у Берлину, главном граду Немачке. Фолсом Европа је основан 2003. године како би се у Европу пренео концепт непрофитног фестивала овог типа успостављеног у Сан Франциску. Данас је ово највећи геј фетиш догађај у Европи заједно са БЛФ-овим „Ускрсом у Берлину“ са више од 20.000 посетилаца. Главно подручје за органигацију оба фестивала је Шенеберг. На овом фестивалу су добродошли људи свих сексуалности иако је већина посетилаца геј. Током Фолсом викенда, већина геј барова у Берлину одржава тематске журке, док се поједини догађаји одржавају и просторијама Берлинске арене.
Фолсом Европа представља позадину за немачку годишњу конференцију носилаца фетиш титула, догађаја који окупља власнике фетиш титула из целог света који на сусрет долазе у циљу прикупљања средстава за добротворне организације у Берлину. Прикупљање средстава је важан део ове фетишистичке уличне забаве.

## Спољашњe везе
- Вебсајт
- Фејсбук